# Vedrfölnir

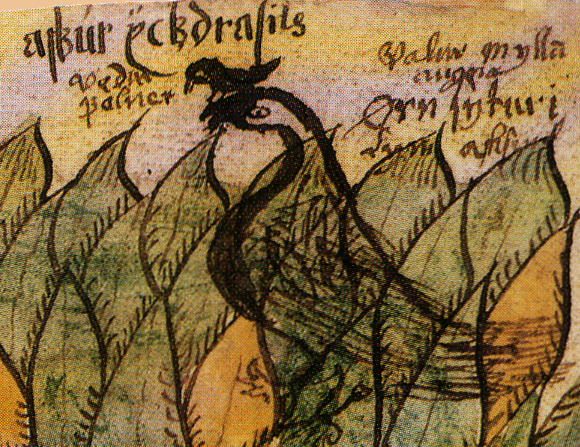
Adler und Habicht am Weltenbaum. Aus einer isländischen Handschrift des 17. Jahrhunderts.

Vedrfölnir (altnordisch Veðrfǫlnir), eingedeutscht auch Wedrfölnir, ist in der nordischen Mythologie ein Habicht, der am Weltenbaum Yggdrasil zwischen den Augen des dortigen Adlers sitzt.

## Rezeption

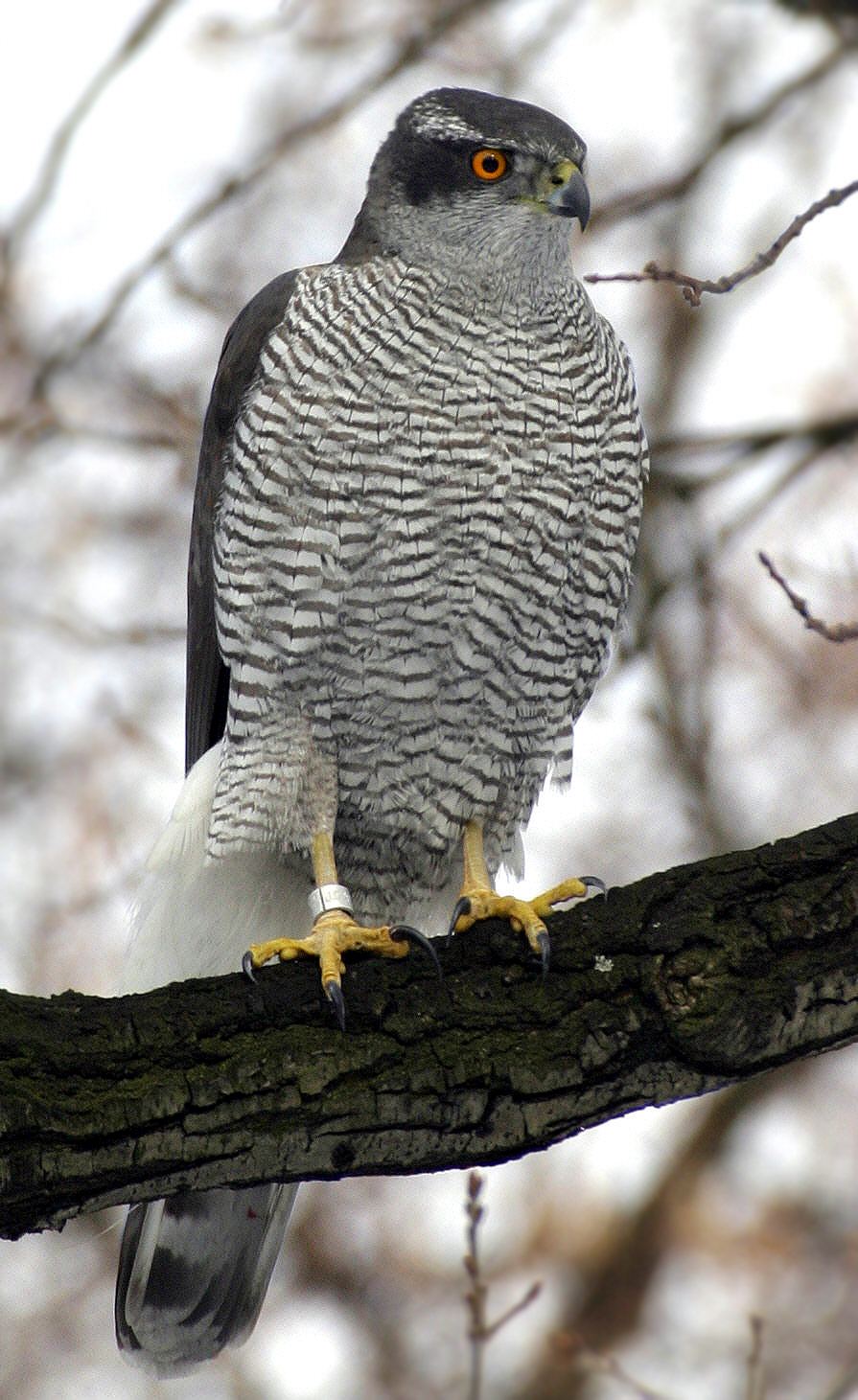
Der Name Vedrfölnirs spielt offenbar auf das weiße Gefieder der Habichte an.

### Etymologie
Altnordisch Veðrfǫlnir setzt sich zusammen aus veðr „Wind, Sturm, Wetter“ und vielleicht fǫlr „bleich, fahl, weißlich“ oder fǫlna „verwelken, blass werden, bleich werden“. Demnach wird der Name Vedrfölnirs als „der Sturmbleiche“, „der Wetterbleiche“ oder „der durch Sturm und Wetter gebleicht wird“ übersetzt.
Sprachlich weniger naheliegend sind Namensdeutungen als „Wettermacher“ oder als der „im bzw. vom Sturm Zerzauste“.

### Bedeutung des Habichts
Die Adeligen hatten ein besonderes Verhältnis zu den Habichten. Sie richteten die Vögel ab und setzten sie zur Beizjagd ein. Aus der Nähe zwischen Jäger und Greifvogel erwuchs dem Habicht ein hohes Ansehen, wie die Lieder-Edda mehrfach bezeugt (Guðrúnarkviða in fyrsta 18; Guðrúnarkviða in önnur 40; Sigurðarkviða Fafnisbana önnur 31). Der Habicht war so angesehen, dass er sogar Sinnbild für das Königtum sein konnte (Skáldskaparmál 62). Nicht umsonst war er in der nordischen Mythologie dem Göttervater Odin zugeordnet, wie sich aus der Wendung „wie die aasgierigen Habichte Odins“ (Helgakviða Hjörvarðssonar 42) ergibt.

### Deutung
Da der Habicht sich im Auge des Adlers befindet, scheint wegen der räumlichen Nähe beider die Vielwissenheit des Adlers mit dem Habicht in Verbindung zu stehen. So vermutet man, dass er vergleichbar Odins Raben ausfliegt und Wissen zurückbringt. Jedoch könnte die Weisheit des Habichts auch einfach nur eine andere oder höhere Qualität als die des Adlers haben. Jacob Grimm weist darauf hin, dass die altnordische Redewendung haukr í horni „Habicht im Winkel“ einen verborgenen Ratgeber bedeutet. Er sieht deswegen in dem Habicht nicht nur einen Freund des Adlers: Gilt schon der Adler als vielwissend, wie sehr muss es erst dann sein Ratgeber sein.